# Zsuzsa Rácz
Zsuzsa Rácz (n. 1972 la Miskolc) este un scriitor și publicist maghiar, autorul cărții Opriți-o pe maica Tereza!- Állítsátok meg Terézanyut!.

## Opera
- 1998: Iubire năucitoare ("Kábítószeretet");
- 2002: Opriți-o pe maica Tereza! ("¬Állítsátok meg Terézanyut!");
- 2009: așa-ți trebuie maica Tereza! _ ("¬Nesze Neked Terézanyu!");
- 2011: O cunoașteți pe maica Tereza? ("¬Ismeritek Terézanyut?");

Din cartea ei, Opriți-o pe maica Tereza! la doi ani după apariția cărții s-a realizat film artistic.